# Craighead of Badentoy
Der Craighead of Badentoy (auch Craighead genannt) ist kein echter Vier-Pfosten-Steinkreis. Er liegt westlich von Portlethen und der A90 in Aberdeenshire, Schottland.
Die vier Steine, die ein Rechteck von 8,9 m × 6,9 m bilden, stehen in einer erhöhten ummauerten neuzeitlichen Plattform und gemäß Listen aus dem 19. Jahrhundert betrug die Zahl der Steine aus lokalem Gneis und Schiefer zwischen drei und sechs. Die Steine stehen in der Nähe der Achsen. Alle vier Steine haben in der Nähe des unteren Endes Eisenringe.

## Pseudo-Steinkreise
Derartige Konstrukte sind zwar selten, kommen aber durchaus vor. Ein anderer „Pseudo Stone Circle“ steht nahe Rosehill in Schottland. Einer der Cerrigmarchogion Aufschlüsse in Pembrokeshire hat ebenfalls die Form eines Steinkreises. Daneben kommen falsche Steinkreise vor, die aus von den Landeignern aufgestellten Steinen bestehen. In Leochel-Cushnie wurde 2009 der Holmhead stone circle als Fälschung des Landeigners enttarnt.
In der Nähe liegt der Cairnwell Ring Cairn.